# Eric Pieri
Eric Pieri (1963) è un ex sciatore alpino francese.

## Biografia
Slalomista puro, Pieri si piazzò 9º nella classifica di specialità di Coppa Europa nella stagione 1985-1986 e vinse il titolo nazionale francese nel 1987; non prese parte a rassegne olimpiche né ottenne piazzamenti in Coppa del Mondo o ai Campionati mondiali.

## Palmarès

### Coppa Europa
- Miglior piazzamento in classifica generale: 17º nel 1986

### Campionati francesi
- 1 medaglia (dati parziali, dalla stagione 1986-1987):
  - 1 oro (slalom speciale[1] nel 1987)